# Old Wave/Stop and Smell the Roses - Selections from the Deluxe Collector Editions Reissues
Old Wave/Stop and Smell the Roses - Selections from the Deluxe Collector Editions Reissues è un EP di Ringo Starr pubblicato nel 1994 negli USA su etichetta The Right Stuff con il numero di serie DPRO-66732. Le canzoni sono state estratte dai dischi Stop and Smell the Roses del 1981 ed Old Wave del 1983, ambedue ripubblicati su CD dalla stessa etichetta nello stesso anno.

## Tracce
1. Wrack My Brain (Da Stop and Smell the Roses, 1981) – 2:20 (George Harrison)
2. Dead Giveaway (Da Stop and Smell the Roses, 1981) – 4:28 (Richard Starkey, Ron Wood)
3. Private Property (Da Stop and Smell the Roses, 1981) – 2:42 (Paul McCartney)
4. Be My Baby (Da Old Wave, 1983) – 3:47 (Joe Walsh)
5. In My Car (Da Old Wave, 1983) – 3:12 (Joe Walsh, Richard Starkey, Mo Foster, Kim Goody)
6. She's About a Mover (Da Old Wave, 1983) – 3:53 (Doug Sahm)